# NXT UK 우먼스 챔피언십
NXT UK 우먼스 챔피언십(NXT UK Women's Championship)은 영국선수들을 위한 챔피언십이도 하다.또 WWE의 챔피언십중 하나로, 여성 레슬러에 속한다. 또 2018년 8월 토너먼트를 통해 초대 챔피언이 탄생하였다.

## 역사
초대 UK 우먼스 챔피언을 가리는 토너먼트 개최를 발표했다.
2018년 8월 초에 토너먼트가 열린다고 발표했다. 8월 26일 결승전에서 초대 챔피언이 밝혀졌다.

## 역대 타이틀 명칭
| 타이틀 명칭            | 연도                             |
| ---------------------- | -------------------------------- |
| NXT UK 우먼스 챔피언십 | 2018년 8월 26일 ~ 2022년 9월 4일 |

## 기록들
- 초대 챔피언 : 리아 리플리
- 마지막 챔피언 : 사토무라 메이코
- 최장수 챔피언 : 케이 리 레이 (649일)
- 최단 기간 챔피언 : 리아 리플리 (139일)
- 최다 챔피언 : 리아 리플리, 토니 스톰, 케이 리 레이, 사토무라 메이코 (1회)
- 최중량급 챔피언 : 사토무라 메이코 (68kg)
- 최경량급 챔피언 : 케이 리 레이 (51kg)
- 최고령 챔피언 : 사토무라 메이코 (41세)
- 최연소 챔피언 : 리아 리플리 (21세)

## 역대 챔피언
- 리아 리플리 (초대 챔피언)
- 토니 스톰
- 케이 리 레이
- 사토무라 메이코 (마지막 챔피언)

## 같이 보기
- WWE 유나이티드 킹덤 챔피언십
- WWE 유러피언 챔피언십